# 阿拉贡摩托城
阿拉贡摩托城 （西班牙語：Ciudad del Motor de Aragón）是一条長達5.344公里的摩托車賽道，位於西班牙的阿爾卡尼伊斯。
這條賽道是由知名的德國建築師赫爾曼·提爾克與英國的建築公司福斯特建築事務所合力打造。一級方程式賽車車手兼法拉利試車手佩德羅·德·拉·羅薩則擔任這項計畫的技術與運動顧問。